# Famiglia Alinda
La famiglia di asteroidi Alinda è una famiglia di asteroidi della fascia principale del sistema solare caratterizzati da orbite con semiassi maggiori prossimi a 2,5 UA ed eccentricità comprese fra 0,40 e 0,65. La famiglia deve il suo nome all'oggetto principale che vi appartiene, l'asteroide Alinda, appunto.
Le orbite degli oggetti appartenenti alla famiglia presentano un fenomeno di risonanza orbitale 1:3 con Giove, e di conseguenza mostrano anche una risonanza 4:1 con la Terra. Una conseguenza dinamica di questa particolare configurazione è che le loro eccentricità orbitali aumentano costantemente per effetto dell'interazione gravitazionale con Giove, finché non accade che un incontro ravvicinato con un pianeta terrestre provochi uno spostamento d'orbita.
Alcuni asteroidi Alinda presentano perielii estremamente vicini all'orbita terrestre, che, per via della risonanza 4:1, li portano ad avvicinarsi al pianeta azzurro con un periodo prossimo ai 4 anni giuliani. Una conseguenza è che se al momento del massimo avvicinamento un asteroide Alinda appare, per qualche motivo, difficilmente osservabile, la situazione si ripeterà per decenni; ad esempio, al 2004, gli asteroidi Alinda 3360 Syrinx e Quetzálcoatl sono stati osservati per l'ultima volta nel 1985, e l'asteroide Seneca nel 1994. Un'altra conseguenza è che altri oggetti della famiglia si avvicinano periodicamente al nostro pianeta e possono essere utilmente studiati da osservatori posti sulla superficie terrestre; è il caso di Toutatis e Golevka.

## Prospetto
Segue un prospetto dei principali asteroidi appartenenti alla famiglia.
| Nome | Nome         | Semiasse maggiore | Eccentricità orbitale |
| ---- | ------------ | ----------------- | --------------------- |
| 887  | Alinda       | 2,48422           | 0,56356               |
| 1429 | Pemba        | 2,55185           | 0,33858               |
| 1550 | Tito         | 2,54673           | 0,30984               |
| 1607 | Mavis        | 2,54783           | 0,30741               |
| 1915 | Quetzálcoatl | 2,54207           | 0,57170               |
| 2608 | Seneca       | 2,5035            | 0,57620               |
| 3360 | Syrinx       | 2,46803           | 0,74295               |
| 3628 | Božněmcová   | 2,53691           | 0,30052               |
| 3806 | Tremaine     | 2,54058           | 0,31301               |
| 4179 | Toutatis     | 2,51005           | 0,63423               |
| 5847 | Wakiya       | 2,54442           | 0,30086               |
| 5864 | Montgolfier  | 2,55866           | 0,32007               |

| Nome | Nome     | Semiasse maggiore | Eccentricità orbitale |
| ---- | -------- | ----------------- | --------------------- |
| 6318 | Cronkite | 2,51002           | 0,46522               |
| 6322 | 1991 CQ  | 2,51628           | 0,47349               |
| 6489 | Golevka  | 2,50768           | 0,60382               |
| 6491 | 1991 OA  | 2,50959           | 0,58946               |
| 7092 | Cadmo    | 2,52493           | 0,70202               |
| 7345 | Happer   | 2,45047           | 0,32467               |
| 7568 | 1988 VJ2 | 2,52739           | 0,33216               |
| 7569 | 1989 BK  | 2,54950           | 0,30348               |
| 7638 | Gladman  | 2,53634           | 0,31606               |
| 8201 | 1994 AH2 | 2,53362           | 0,70851               |
| 8709 | Kadlu    | 2,53497           | 0,48432               |
| 9047 | 1991 QF  | 2,52479           | 0,31661               |